# ATP Praga 1997
L'ATP Praga 1997 è stato un torneo di tennis giocato sulla terra rossa. È stata l'11ª edizione dell'ATP Praga che fa parte della categoria World Series nell'ambito dell'ATP Tour 1997. Si è giocato a Praga in Repubblica Ceca dal 28 aprile al 4 maggio 1997.

## Campioni

### Singolare
Cédric Pioline ha battuto in finale  Bohdan Ulihrach con il punteggio di 6–2 5–7 7–6(4)

### Doppio
Mahesh Bhupathi /  Leander Paes hanno battuto in finale  Petr Luxa /  David Škoch con il punteggio di 6–1, 6–1